# Louis Guérin de Bruslart
Louis Guérin de Bruslart, né en 1752 à Thionville (Luxembourg français) et mort le 10 décembre 1829 à Paris (74, rue Saint-Dominique), est un des principaux acteurs de la chouannerie normande.

## Biographie
Sous-lieutenant au régiment de Vivarais en 1769. Embarque en 1778-1779. Il commande aux troupes de la frégate La Pléiade aux sièges de Port Mahon et de Gibraltar en 1782. 
Il est promu capitaine en 1783. Il émigre à Turin en 1790. Aide de camp du duc de Bourbon en 1791, il effectue les campagnes de 1792.  
Volontaire au sein de la Légion noire de Mirabeau en 1793, il est promu lieutenant-colonel en 1794 et effectue les campagnes de Hollande et de Hanovre. 
Aide de camp du duc de Bourbon lors de l'expédition de l'île d'Yeu en 1795. Entré dans une longue clandestinité dès 1797, il est chargé de la correspondance de Saint-Marcouf. Il est adjudant-major de Frotté. Promu colonel, il devient chef d'état-major après l'exécution du chef en février 1800. 
En juillet 1800, il passe en Angleterre. À son retour, il est chargé de faire exécuter l'ordre du comte d'Artois de suspendre tout renouvellement d'hostilités.   
En 1808, on le sait caché à Vaubadon. En 1812, il se trouve chargé de mission pour Bernadotte. En 1814, de retour en Normandie, il opère à la préparation de la descente du duc de Berry. il reste caché à Valognes jusqu'à la chute de l'Empereur en juillet 1815.

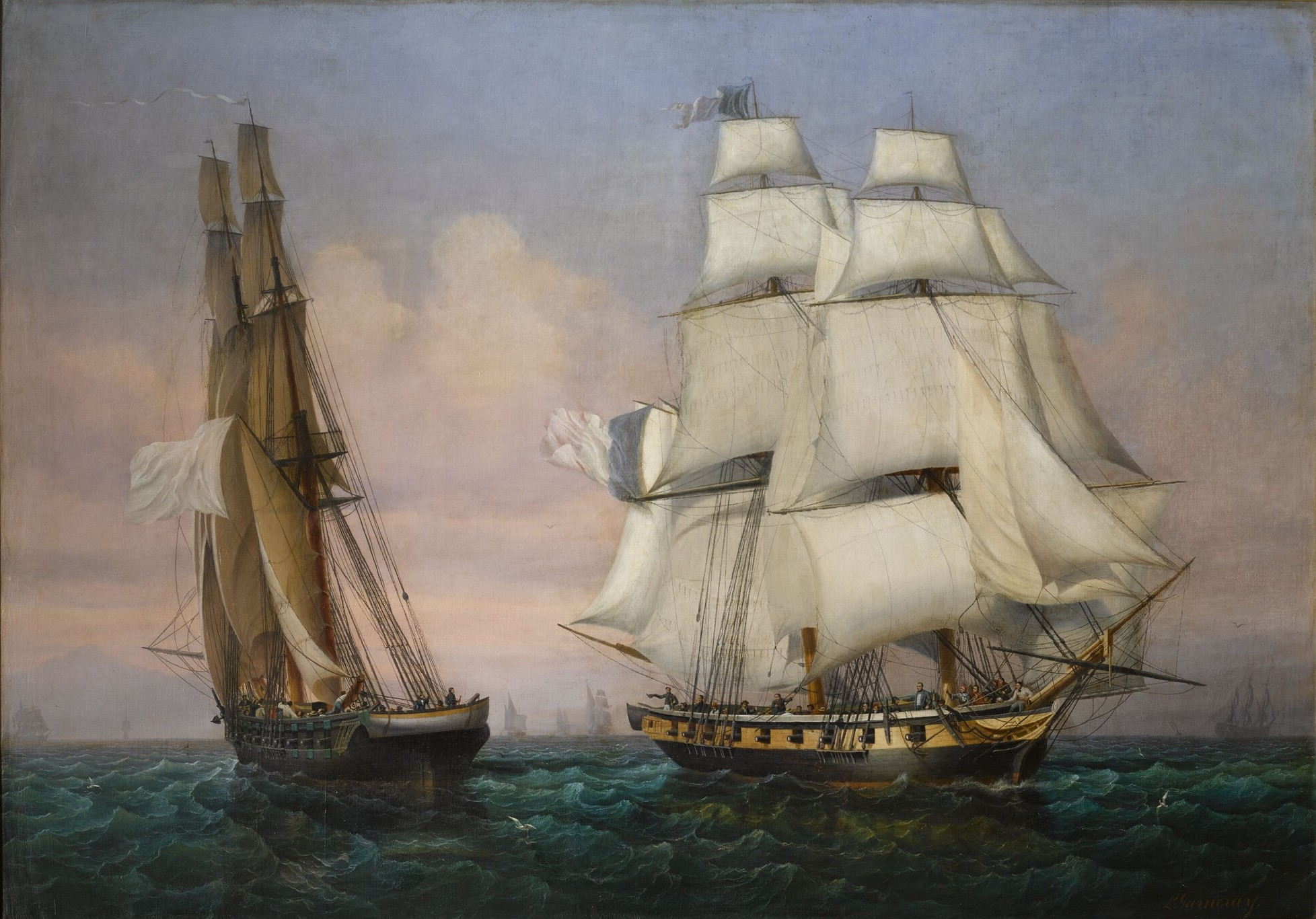
Retour de l'île d'Elbe, par Ambroise Louis Garneray

Il est alors nommé gouverneur royal militaire en Corse, chargé de la surveillance de l'île d'Elbe. Il échappe à l'arrestation dont le général de Launay avait été missionné par l'Empereur en fuyant en Espagne. Sous la Seconde Restauration, Bruslart fut mis en cause et eut à se justifier de même que Jacques Claude Beugnot  qui occupe alors le ministère de la Marine . Le chevalier de Garat , commandant la Fleur-de-lys, a pareillement plaidé sa cause avec habileté .
S'il est maréchal de camp en 1818, il est maintenu cependant en non-activité.
Il est inspecteur général de l'infanterie en 1822 et est promu lieutenant général des armées en 1823.